# Myrmecophaga tridactyla
El oso hormiguero gigante, también llamado oso palmero, oso bandera, tamandúa bandera, yurumí o ñurumí; es una especie de mamífero piloso de la familia de los mirmecofágidos que se encuentra en América Central y Sudamérica y es la especie más grande de oso hormiguero. Es la única especie viviente del género Myrmecophaga.

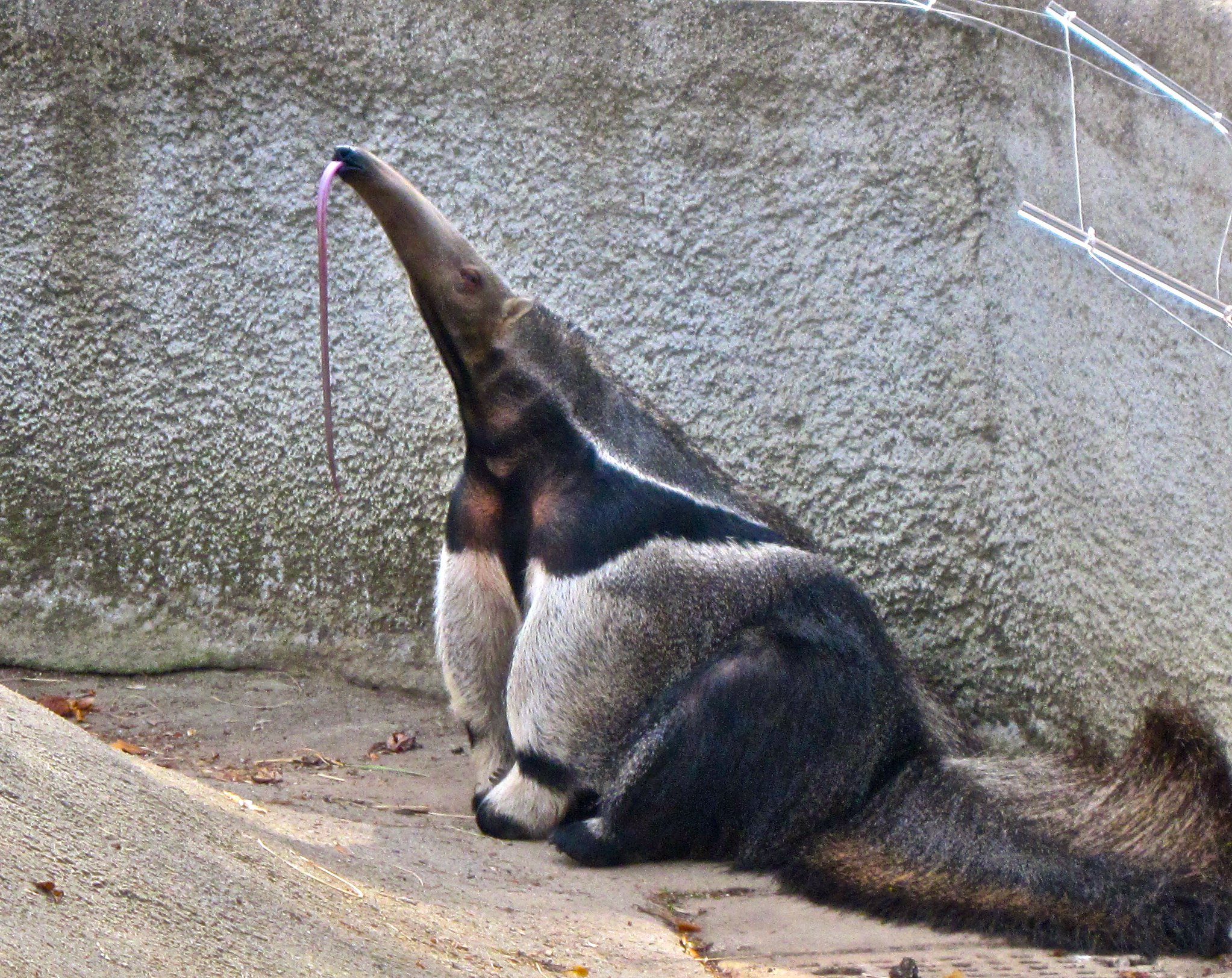
Oso hormiguero mostrando su lengua.

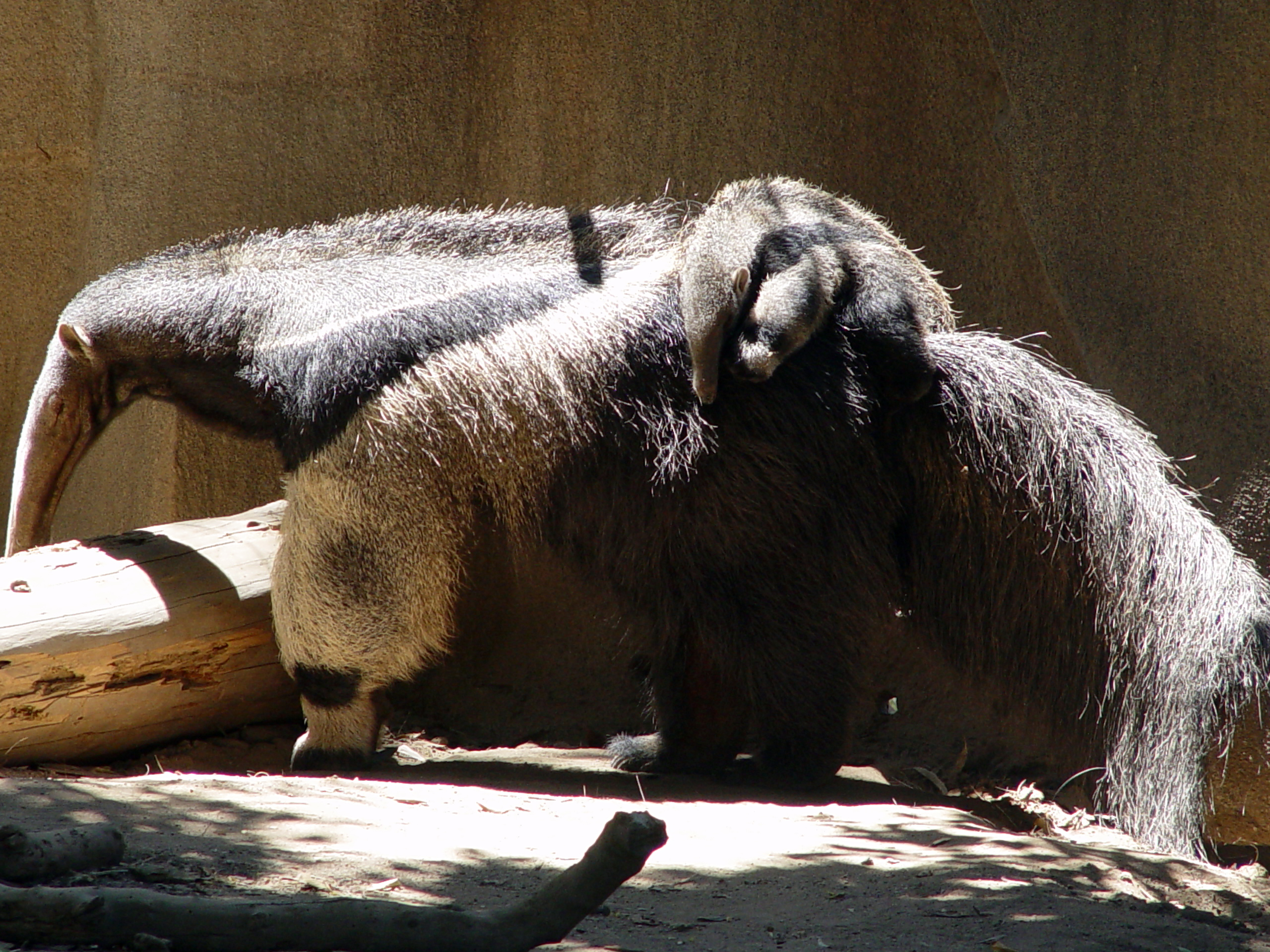
Hembra con su cría en el dorso

## Otros nombres comunes
Hormiguero, oso hormiguero, yurumí ('boca pequeña' en guaraní), tamanduá guazú, yautare, y kuarevachú.

## Características
Su cuerpo mide 50 cm de longitud y su cola de 150 a 180 cm; pesa de 27 a 50 kg. El hocico es muy alargado y cónico. La lengua tiene 75 cm de largo y está recubierta por una sustancia adherente para capturar los insectos de los que se alimenta. Carece de dientes. El pelo del tronco, de color castaño o grisáceo, con una V negruzca y líneas blancas, es corto, excepto en el lomo, en el que se observa una crin, que se une con el muy abundante pelambre de la cola, que presenta bandas plateadas y tonos castaños, negros y grisáceos. 
El oso hormiguero gigante posee un hocico alargado y convexo, adaptado especialmente para su alimentación. Posee pelaje de color amarillo dorado y tiene una especie de chaleco negro en el lomo, el vientre y los hombros. Presenta cola prensil peluda en la base y pelada en la punta y 4 garras poderosas y largas en las patas delanteras y 5 pequeñas en las traseras. Un ejemplar adulto puede alcanzar 2 metros de longitud desde la punta del hocico hasta la punta de la cola; tiene una lengua de hasta 75 cm de longitud, su vista es débil aunque tiene bastante desarrollados los otros sentidos, es edentado (carece de dientes), se alimenta de hormigas y termitas, entre sus parientes filogenéticos actuales los más próximos son los armadillos y los perezosos. En el 2015 está en grave peligro de extinción, además de la caza por parte del ser humano también suelen ser muertos por destrucción del hábitat.
Myrmecophaga tridactyla es fácilmente reconocible por su largo hocico cilíndrico y cola espesa, con cerdas largas y gruesas que mantiene erguidas, de ahí el nombre de oso bandera en Argentina y Brasil. Sus extremidades son fuertes, en las delanteras se apoya sobre los nudillos y terminan en 5 dedos, de los cuales 4 son visibles, de los que solo tres tienen garras características muy fuertes, especialmente la garra de su tercer dedo que se encuentra curvado hacia atrás cuando el animal camina sobre sus muñecas. También presenta 5 dedos con uñas menores en las patas traseras en las que apoya la planta entera. El macho es mayor que la hembra.
Sus patas delanteras son muy fuertes y poseen grandes y afiladas uñas que les sirven para dos objetivos: derruir los tacuruzales o sólidos termiteros y para, poniéndose de pie en sostenido erecto por sus dos patas posteriores y apoyándose en su larga cola afrontar y resistir los ataques de predadores mayores como el jaguar y el puma.

## Ecología y comportamiento
El oso hormiguero gigante se encuentra en gran variedad de hábitats, en sabanas, pastizales, áreas pantanosas, bosques húmedos, bosques secos, siendo más frecuente en áreas abiertas con abundancia de hormigas y termitas, las cuales componen esencialmente su dieta (mirmecofogia).

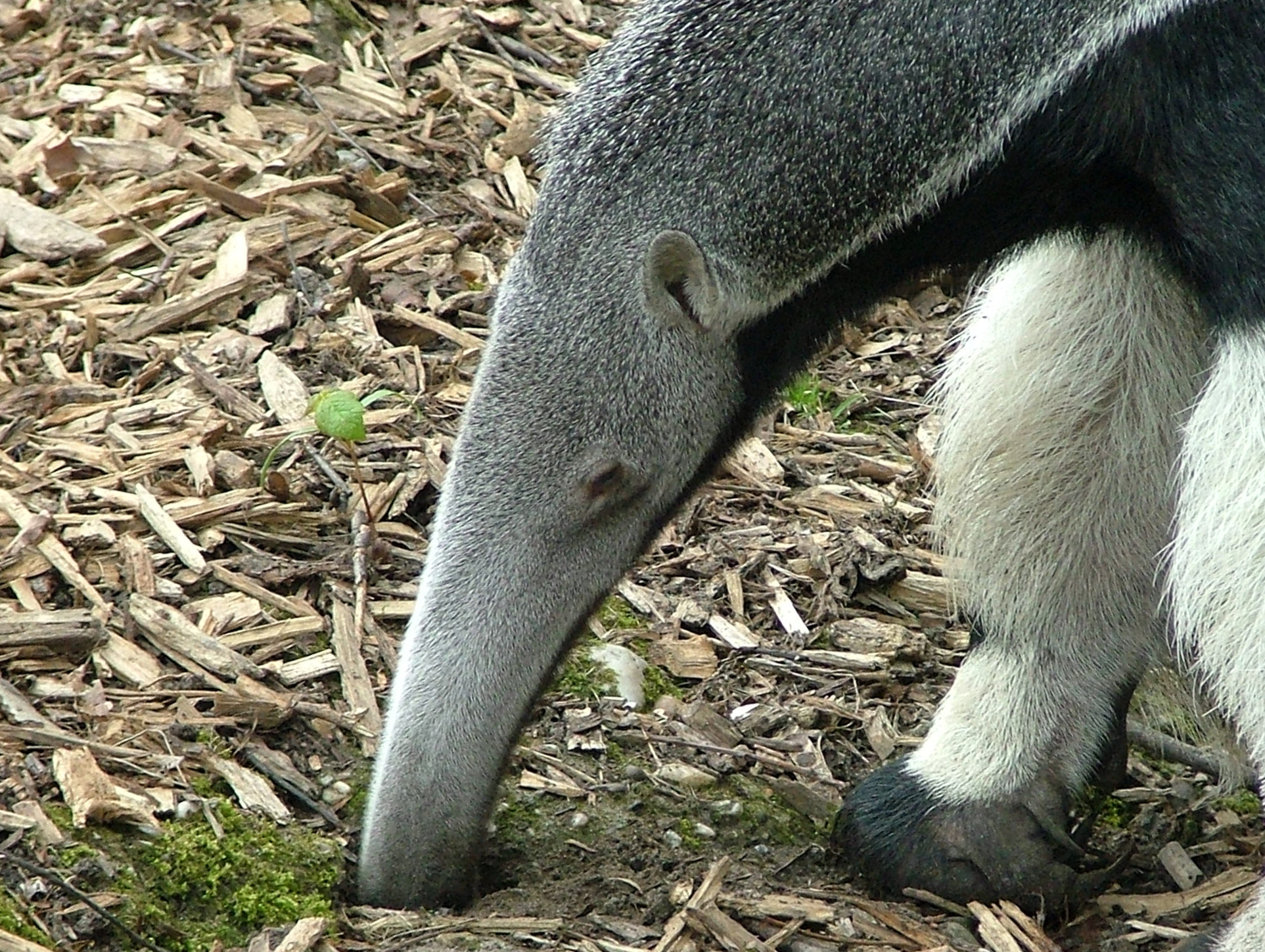
Oso hormiguero alimentándose

Parece ser diurno en áreas deshabitadas, en invierno y en días lluviosos. En áreas densamente pobladas se torna nocturno. Vive en solitario o por parejas, moviéndose continuamente y recorriendo grandes extensiones con el hocico dirigido hacia el suelo en busca de insectos. A veces galopa para encontrar alimento o huir de los depredadores, a los que, si es el caso, se enfrenta con sus garras. Incluso puede ser un adversario difícil para el jaguar, el cual es su principal predador. Como no tiene buena vista se guía por su olfato que es muy agudo y con él localiza los hormigueros y termiteros y luego los excava. Su territorio varía desde 9 hasta 25 km².
Sus señales dejadas sobre los tacurúes, por haber cavado en busca de hormigas o termes, son muy particulares. Posee un método de ingesta muy particular, siendo buen ejemplo de cosecha racional.
Es buen nadador, penetrando en el agua a menudo e incluso es capaz de atravesar a nado ríos de notable anchura. Aunque está capacitado para excavar, no se construye madrigueras y prefiere refugiarse en un hoyo o cualquier cavidad, donde se dispone para el reposo arrollándose sobre sí mismo con el hocico entre las patas y la gran cola sobre el cuerpo.
Son animales solitarios que dejan de ignorarse en época de apareamiento. El período de gestación es de 190 días, tras los cuales nace una cría de aproximadamente 1,3 kg. Es destetada a las 4 a 6 semanas y luego llevada sobre el lomo de la madre hasta alrededor del año, época en que está crecido casi completamente y en que llega un nuevo período de apareamiento. La madurez sexual se alcanza entre los 2,5 y 4 años.

## Distribución
Myrmecophaga tridactyla se distribuye en América Central y en América del Sur. Originalmente se lo podía encontrar desde Belice hasta Uruguay. En la actualidad es una especie amenazada, se encuentra extinto en El Salvador y en Uruguay y se desconoce su situación en Belice. Sin embargo hay datos de junio de 2008 de su presencia en la Reserva de Bosawás en Nicaragua justo al sur de la frontera con Honduras. En Centroamérica ya es un animal muy raro; su situación en Costa Rica es crítica.
En Sudamérica su refugio más extenso es el Chaco de Paraguay y Bolivia y el noreste de Argentina (tras haber sido exterminado hacia 1965 en la provincia argentina de Corrientes, en el tercer lustro del presente siglo XXI esta especie ha sido reintroducida en tal megapotámica provincia especialmente en los esteros del Iberá).
Myrmecophaga tridactyla fue declarado monumento natural por la provincia de Misiones en Argentina mediante la ley n.º 2589 sancionada el 11 de noviembre de 1988, por la provincia de Corrientes por ley n.º 6330 sancionada de 12 de noviembre de 2014, y por la provincia del Chaco por ley n.º 4306 de 6 de junio de 1996.

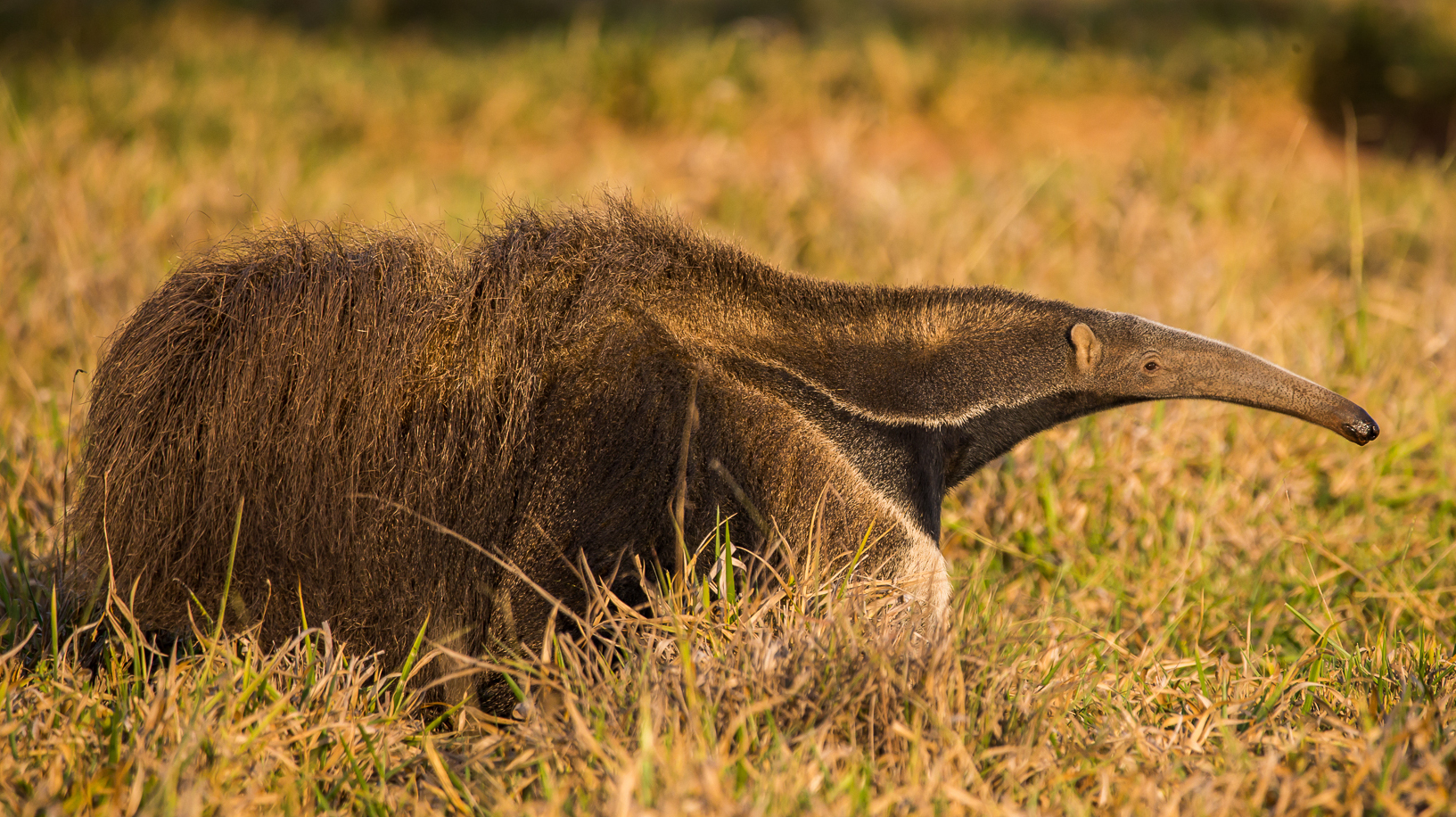
Un ejemplar en Brasil

### Países en los cuales aún habita
Argentina, zona norte; Bolivia, en el Chaco, las Yungas y la Amazonía; Brasil, en grandes áreas del Amazonas, el Chaco y la Mata Atlántica; Colombia, en áreas fragmentadas de la Amazonía; Costa Rica, reportado en el Parque nacional corcovado durante los años 80s, posiblemente extinto; Ecuador; Guyana, Guyana Francesa, en la selva de transición de la frontera con Brasil; Honduras, reportado en la Reserva de la Biosfera de Río Plátano por una expedición en 2008; Nicaragua, reportado en la reserva de Bosawás; Panamá, Habita los bosques de la vertiente caribeña de las provincias de Bocas del Toro y Colón, donde ha sido recientemente avistado con cámaras trampa, también se ha avistado en el Darién; Paraguay, tanto en la región Oriental como en la Región Occidental o Chaco paraguayo; Perú, en la Amazonía; Surinam; Uruguay, posiblemente extinto; Venezuela, en los Llanos y la Amazonía.

### Países en los cuales se encuentra posiblemente extinto
Belice, El Salvador, Guatemala y Uruguay, según la IUCN.

## Relación con la especie humana
El oso hormiguero gigante es inofensivo; si es atacado se defiende con mucha peligrosidad por sus potentes y puntiagudas garras. Actualmente compone la dieta de los campesinos e indígenas, no así en algunas etnias como la de los Chamacocos en Alto Paraguay por creencias religiosas. Sus huesos son muy duros y son tóxicos para el ser humano, debido a su alto contenido de fosfato, fósforo y calcio. Asimismo, su carne es dura y de sabor muy desagradable.

## Factores de riesgo
Myrmecophaga tridactyla está muy amenazado por muerte, incendios y destrucción del hábitat. Aunque su carne es muy dura y desagradable, algunos pobladores nativos y campesinos la consumen. La destrucción de su hábitat, su bajo potencial reproductivo y su alta vulnerabilidad ante el hombre, son los factores de riesgo que más sufren.

## Estado de conservación en Paraguay
El oso hormiguero gigante se encuentra amenazado en la Región Oriental, sus poblaciones están decreciendo en algunos Departamentos donde se observan extinciones locales. 

## Datos históricos
Félix de Azara escribió en 1802 sobre este animal:

… lejos de perjudicar son benéficos: sin embargo desaparecerán del mundo luego de que esto se pueble un poco más, porque estas gentes matan todos los que encuentran, sin utilidad, ni más motivo por la suma facilidad de hacerlo